# Функционална храна
Функционалната храна е такава, когато е част от стандартната диета и се консумира редовно в нормални количества. Тя има доказано полезно действие за здравето, като намалява риска от специфични хронични заболявания или повлиява благотворно определени функции на организма извън основните си свойства като храна. Концепцията  за  функционални храни  възниква в Япония през 1980-те.
Българското кисело мляко е известно като диетична, профилактична и лечебна храна от векове. Неговите полезни свойства се дължат на бактерията Lactobacillus bulgaricus, открита от д-р Стамен Григоров през 1905 г.